# 복소 시공간
수학 및 수리물리학에서 복소 시공간(영어: Complex spacetime)은 실수 공간 및 시간 좌표로 설명되는 시공간의 전통적인 개념을 복소수 공간 및 시간 좌표로 확장한 개념이다. 이 개념은 물리학을 암시하지 않고 완전히 수학적이지만 예를 들어 윅 회전처럼 유용할 수 있다.

## 실 공간과 복소 공간

### 수학적 기초
실 선형 공간 {\displaystyle \mathbb {R} ^{n}}에서 스칼라를 실수가 아니라 복소수로 바꾸면 복소수 선형 공간 {\displaystyle \mathbb {C} ^{n}}이 생성된다. 복소 내적 공간의 경우 벡터의 일반적인 실수 값 내적은 복소 내적으로 대체된다. 이는 미분 기하학적 성질을 내포하고 있는데, 미분기하학에서 "복소다양체"라고 부르는 다양체의 한 종류다. 모든 복소수는 두 개의 실수로 구성되기 때문에 선형 공간 {\displaystyle \mathbb {C} ^{n}}은 {\displaystyle \mathbb {R} ^{2n}}와 관련될 수 있다.

### 물리학
특수 상대성이론과 일반 상대성이론의 민코프스키 공간은 4차원 유클리드 공간과 비슷하다. 중력을 미분기하학적으로 설명하는 아인슈타인 장 방정식의 기초가 되는 시공간은 실 4차원 준 리만 다양체이다.
양자 역학에서 입자를 설명하는 파동 함수는 위치를 나타내는 3차원 실 벡터 및 시간 변수의 복소수 함수이다. 주어진 계에 대한 모든 파동함수의 집합은 무한 차원의 복소수 힐베르트 공간이다.

## 역사
4차원을 초과하는 차원을 갖는 시공간의 개념에 대한 관심은 그 자체적 수학적 옳음에 있다. 물리학에서의 등장은 중력과 전자기력를 통합하려는 시도에 뿌리를 둘 수 있다. 이러한 아이디어는 끈 이론과 그 너머에 널리 퍼져 있다. 복소 시공간의 개념은 상당히 덜 주목을 받았지만 로렌츠&디랙 방정식 및 맥스웰 방정식과 함께 고려되어 왔다. 다른 아이디어들에는, 실 시공간을 {\displaystyle SU(2)}의 복소 표현 공간으로 보내는 것이 포함된다. 트위스터 이론을 참조하라.
1919년, 독일 수학자 테오도어 칼루차는 일반 상대성이론을 5차원 시공 모델로 확장한 연구 결과를 알베르트 아인슈타인에게 보냈는데, 아인슈타인은 칼루차의 이론에서 중력과 전자기력을 함께 나타내는 방정식이 나온 방식에 깊은 인상을 받았다. 1926년에 오스카르 클레인은 칼루차가 제안한 이론에서 마치 1차원 원형 공간이 시공간의 모든 점 안에 숨겨져 있는 것처럼 기존의 4차원 시공간을 이외에 해당하는 공간이 극도로 작은 원으로 말려 있을 수 있다고 제안했다. 추가 차원은 각도로도 생각할 수 있으며, 이는 360° 회전하면서 공간을 생성한다. 이 5차원 이론을 칼루차-클레인 이론이라고 한다.
1932년 MIT의 Hsin P. Soh는 아서 에딩턴의 조언을 받아 복소 4차원 리만 기하학 내에서 중력과 전자기학을 통합하려는 이론을 발표했다. 복소 리만 다양체의 선 요소 {\displaystyle ds^{2}}는 복소수 값이므로 실수 부분은 질량과 중력에 해당하고 허수 부분은 전하와 전자기에 해당한다. 일반적인 장소 {\displaystyle x,y,z}및 시각 {\displaystyle t}좌표 자체는 실수이지만 접공간은 복소 공간이 허용된다.
1915년 일반 상대성이론이 발표된 후 수십 년 동안 알베르트 아인슈타인은 중력과 전자기학을 통합하여 두 상호 작용을 설명하는 통일장 이론을 만들려고 했다. 2차 세계대전 말기에 알베르트 아인슈타인은 다양한 종류의 복소 시공간 기하학을 고려하기 시작했다.
1953년에 볼프강 파울리는 칼루차–클레인 이론을 6차원 공간으로 일반화하고 (차원 축소를 사용하여) 클라인의 "말려 있는" 원이 극소 초구의 표면이 된다 가정하고 {\displaystyle SU(2)} 게이지 이론의 핵심을 유도했다.
1975년 Jerzy Plebanski는 "복소 아인슈타인 방정식의 몇 가지 해들"이란 논문을 출판했다.
복소 시공간에서 해석적 연속을 통해 디랙 방정식을 공식화하려는 시도가 있었다.

## 같이 보기
- 사차원 벡터
- 힐베르트 공간
- 트위스터 공간

## 더 읽어보기
- Goenner, Hubert F.M. (2014). “On the history of unified field theories Part II (ca. 1930 — ca. 1965)”. 《Living Reviews in Relativity》 17 (5): 5. Bibcode:2014LRR....17....5G. doi:10.12942/lrr-2014-5. PMC 5255905. PMID 28179849.